# Український біохімічний журнал
«Український біохімічний журнал» — український науковий журнал, орган Інституту Біохімії АН УРСР; заснований 1926.
Перший редактор: академік О. Палладін. Є найстарішим науковим журналом з біохімії в СРСР. До 1933 виходив під назвою «Наукові записки Українського біохімічного інституту/Berichte des Ukrainischen Biochemischen Institutes». У 1931—78 виходить українською мовою, від 2016 — англійською мовою під назвою The Ukrainian Biochemical Journal. Видається в Києві, щороку одним томом (6 чисел).